# Margarete Seemann

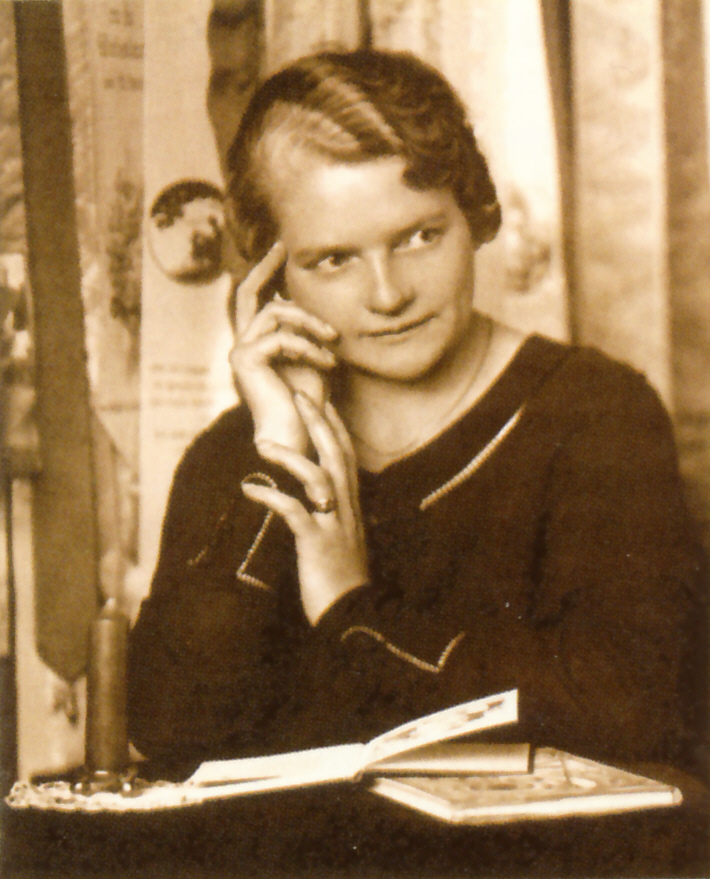
Margarete Seemann (Bezirksmuseum Meidling)

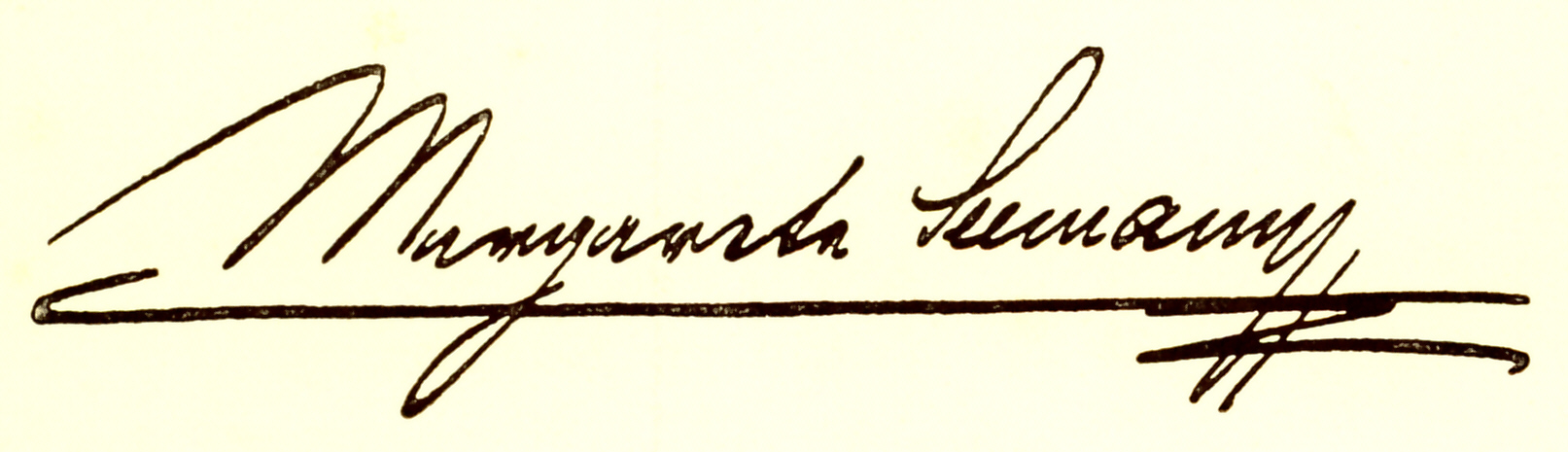

Margarete Seemann (* 26. Juli 1893 in Wien; † 6. Juni 1949 ebenda), Pseudonym Margarete Margmann, war eine österreichische Roman-, Kinder- und Jugendbuchautorin.

## Leben
Margarete Seemann war die Tochter eines Dekorationsmalers aus Südmähren und einer Mutter aus Wien. Sie stammte aus gutbürgerlichem Haus und wuchs im Wiener Gemeindebezirk Josefstadt sowie im südmährischen Guldenfurth bei Nikolsburg auf. Zur Schule ging sie bei den Ursulinerinnen und bereitete sich auf ihren künftigen Beruf als Volksschullehrerin vor. Als solche wurde sie mit der Realität sozialer und materieller Not in den Wiener Arbeiterbezirken konfrontiert, sie unterrichtete in Hernals und wohnte seit 1937 in Meidling. Sie engagierte sich sozial und schuf zur Erheiterung und Bildung der Kinder Märchen und andere Stücke für Kinder, die in katholischem Geist verfasst sind. Lesungen aus ihren Büchern waren in den 1930er Jahren sehr beliebt. Ihre Verse und Geschichten für Kinder wurden von bekannten Illustratoren, wie Ida Bohatta ausgestattet. Vor allem in den 1930er und 1940er Jahren erschienen ihre Bücher in katholischen Verlagen und werden auch heute noch aufgelegt. Margarete Seemann erkrankte 1937 an Knochenkrebs, an dem sie nach langem Leiden 1949 starb und wurde auf dem Hetzendorfer Friedhof bestattet, auf dem sie ein ehrenhalber gewidmetes Grab der Stadt Wien erhielt (Gruppe 15, Grab Nr. 75). 1993 wurde der Margarete-Seemann-Weg in Wien-Meidling nach ihr benannt.

## Werke
Margarete Seemann wurde als „Dichterin der Mütter“ und als „Österreichische Selma Lagerlöf“ bezeichnet. Ihre Werke entstanden aus ihrem katholischen Glauben und waren sehr erfolgreich. So wurden 60 ihrer Gedichte von verschiedenen Komponisten vertont und ihre Bücher in 7 Sprachen, darunter auch Japanisch, übersetzt. Neben ihren Kinderbüchern fanden vor allem auch ihre Gedichte und Aphorismen bleibenden Anklang.

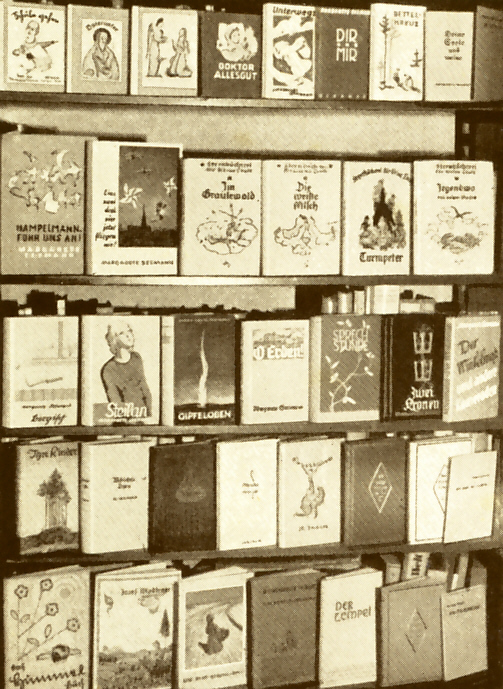
Bücher von Margarete Seemann

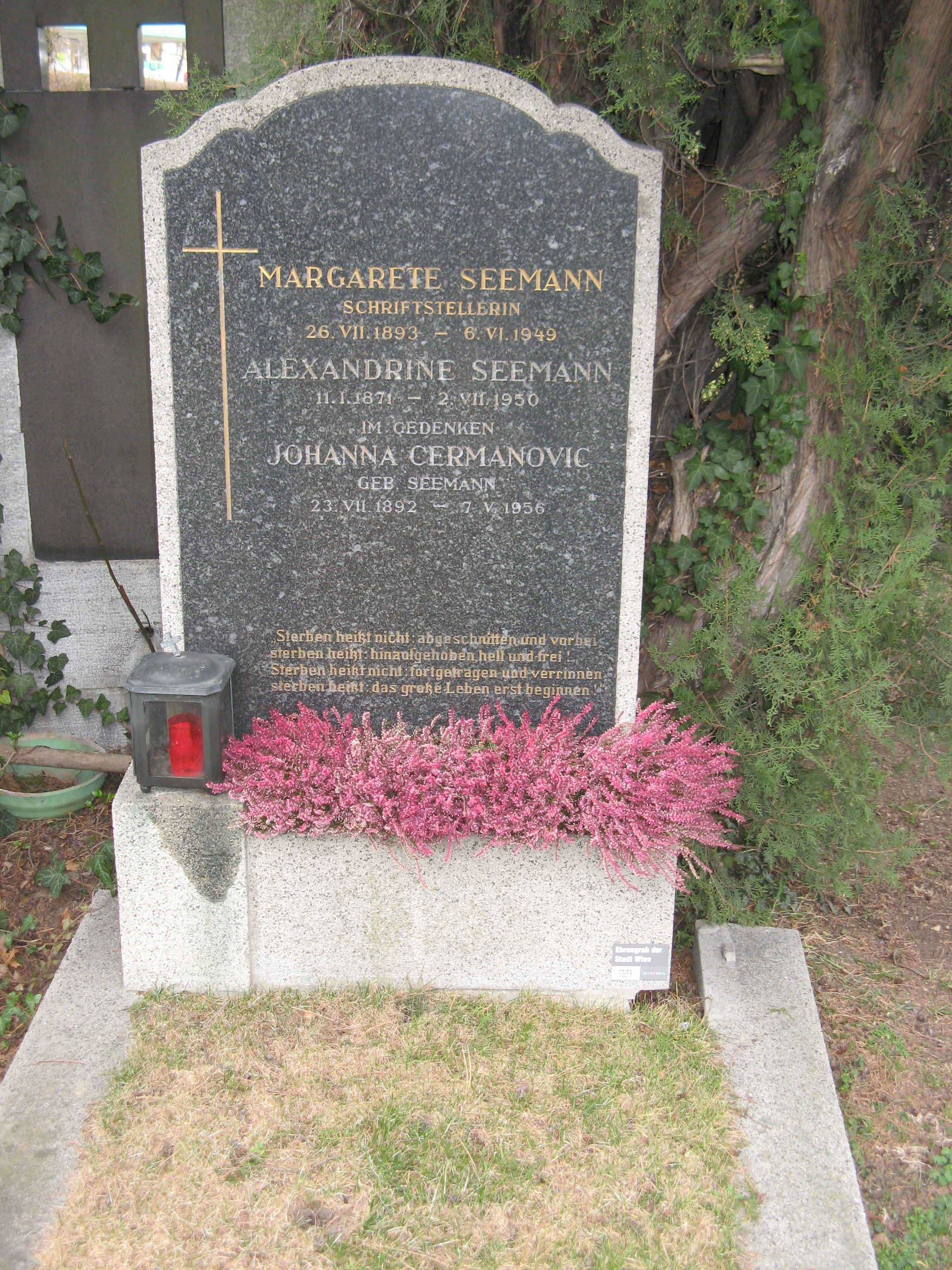
Grab von Margarete Seemann auf dem Hetzendorfer Friedhof

- Hörende Herzen, Erzählungen, 3 Bände, 1926
- Gabriel Selbstreu, Novelle, Tyrolia, Innsbruck 1928
- Zwei Kronen, Roman, Bergland-Verlag, Elberfeld 1928
- Irgendwo und andere Märchen. Verlag der Schulbrüder, Kirnach-Villingen, 1928 (Illustriert von Ida Bohatta)
- Die weiße Milch und andere Märchen. Verlag der Schulbrüder, Kirnach-Villingen, 1928 (Illustriert von Ida Bohatta)
- Im Graulenwald und andere Märchen. Verlag der Schulbrüder, Kirnach-Villingen, 1929 (Illustriert von Ida Bohatta)
- Deine Seele und meine Gedanken. Tyrolia, Innsbruck 1929
- Benedeite Erde. Gedichte. Borgmeyer, Hildesheim 1930
- Blühender Dorn, Heimatroman. Tyrolia, Innsbruck 1930
- Rund um den Adventkranz. Skizzen. Borgmeyer, Hildesheim 1931
- Das Bettelkreuz, Erzählung. Tyrolia, Innsbruck 1931
- Turmpeter. Verlag der Schulbrüder, Kirnach-Villingen 1931
- Ihre Kinder, Roman. Ein Sonnenland-Mädchenbuch. Tyrolia, Innsbruck 1932
- Hampelmann, führ uns an! Jugend & Volk, Wien 1932 (Illustriert von Ida Bohatta)
- Das Frauenspiel. Höfling, München 1933
- Bergauf, Roman. Berg-Leben Bd. 1. Tyrolia, Innsbruck 1934
- O Erden! Skizzen. Borgmeyer, Hildesheim 1934
- Sprechstunde. Roman. Tyrolia, Innsbruck 1934
- Dir und mir. Gedanken. Tyrolia, Innsbruck 1934
- Das Hummel-Buch. Gedichte. 1934 (Illustriert von Maria Innocentia Hummel)
- Doktor Allesgut. Josef Müller, München 1935 (Illustriert von Ida Bohatta)
- Eins, zwei, drei, vier, jetzt fliegen wir! Tyrolia, Innsbruck 1935
- Der Tempel. Schöningh, Paderborn 1935
- Unterwegs. Erzählungen. Tyrolia, Innsbruck 1935
- Steilan. Roman. Berg-Leben Bd. 2. Tyrolia, Innsbruck 1936
- Bruder Mensch. Dichtungen. Tyrolia, Innsbruck 1937
- Schule gehen. Sebaldus, Nürnberg 1937
- Vater unser. Sebaldus, Nürnberg 1937
- Der Winkelmatz und andere Kameraden. Schöningh, Paderborn 1937
- Gegrüßet seist du Maria! Sebaldus, Nürnberg 1938
- Gipfeloben. Roman. Berg-Leben Bd. 3. Tyrolia, Innsbruck 1938
- Das Margarete Seemann-Buch. Fink, Stuttgart 1939
- Funken. Aphorismen. Kerle, München 1940
- Kinderuhr. Sebaldus, Nürnberg 1941
- Es war einmal. Fink, Stuttgart 1943
- Hast du mich lieb? Fink, Stuttgart 1943
- Spiel mit mir. Fink, Stuttgart 1943
- Unser Kind ist da. Fink, Stuttgart 1943
- Wir wünschen Glück. Fink, Stuttgart 1943
- Hampelmann, führ uns an. Jugend&Volk, Wien, 1946
- Gesegnete Brücken, Skizzen. Bernina-Verlag, Wien 1946
- Ein kleiner Strauß. Gedanken. Mayer, Wien 1947
- Ein lieber Gruß. Gedanken. Mayer, Wien 1949